# Демон
Демон је у религији, народним предањима и митологији натприродно биће, понекад Божија творевина које је уопштено описано као злодух (мада ван монотеистичких вера не мора бити зао) или бес. Верује се да се демон може призвати и контролисати, што се углавном постиже магијским ритуалима. Такође се често помиње да демон „опседа“ некога или да је ушао у његово тело, под чиме се подразумева да је за поступке те особе одговоран демон или више њих, а не сама особа.
У старој Грчкој реч демон (стгрч. δαίμων [] – „дух“, „више биће“) није имала негативну конотацију: Платон, на пример, у Гозби као демона означава чак и Ероса (или Ерота), старогрчко божанство везано за љубав и жудњу. Са друге стране, у монотеизму демони су увек злих намера и кушају или опседају човека. Еквиваленти добрих старогрчких демона могли би се можда донекле пронаћи међу хришћанским анђелима, јер су бића створена од Бога. Најпознатије помињање демона у хришћанству вероватно је у Новом завету, када Христ истерује демоне из поседнутог човека пославши их у крдо свиња место у ништавило, тиме ослобађајући човека, и показујући самилост чак и према демонима.
У данашње доба се веровање у демоне често сматра сујеверјем, мада постоје многе религије које пропагирају веру у њихово постојање, као и она веровања која их схватају као метафоре или симболе, а не стварна бића. Веровање у демонске силе данас је најизраженије у неопаганизму.

## Древни Египат
Божанства и демони могу да делују као посредници за испоруку порука људима. Стога они деле неку сличност са грчким дајмонионом. Тачна дефиниција „демона“ у египтологији представљала је велики проблем за савремену науку, пошто су границе између божанства и демона понекад замагљене, а староегипатском језику недостаје термин за данашњи појам „демон“. Међутим, магијски списи указују на то да су стари Египћани признавали постојање злонамерних демона наглашавајући имена демона црвеним мастилом. Сматра се да су демони у овој култури подређени и повезани са одређеним божанством, али су можда повремено деловали независно од божанске воље. Постојање демона се може довести у везу са царством хаоса, изван створеног света. Али чак и ова негативна конотација се не може порећи у светлу магијских текстова. Улога демона у односу на људски свет остаје амбивалентна и у великој мери зависи од контекста.
Древни египатски демони се могу поделити у две класе: „чувари“ и „луталице“. „Чувари“ су везани за одређено место; њихова демонска активност је топографски дефинисана и њихова функција може бити благонаклона према онима који имају тајно знање да се суоче с њима. Демони који штите подземни свет могу спречити људске душе да уђу у рај. Само познавањем правих чари покојник може да уђе у Озирисове дворане. Овде је агресивна природа демона чувара мотивисана потребом да заштите своја пребивалишта, а не њиховом злом суштином. Сходно томе, демони су чували света места или капије у доњи свет. Током птолемејског и римског периода, чувари су се померили ка улози заштитног духа и били су у фокусу локалних и приватних култова.
„Луталице” се повезују са поседањем, менталним болестима, смрћу и пошастима. Многи од њих служе као џелати за главна божанства, као што су Ра или Озирис, када им је наређено да казне људе на земљи или у доњем свету. Луталице такође могу бити агенти хаоса, који произилазе из света изван стварања да би изазвали несрећу и патњу без икаквих божанских упутстава, вођени само злим мотивима. Утицаји луталица могу се одбити и задржати на границама људског света употребом магије, али никада не могу бити уништени. Поткатегорија „луталица” су демони из ноћних мора, за које се веровало да изазивају ноћне море уласком у људско тело.

## Месопотамија
Древни Месопотамци су веровали да је подземни свет био дом многих демона, који се понекад називају „потомцима аралија“. Ови демони су понекад могли да напусте подземни свет и тероришу смртнике на земљи. Једна класа демона за које се веровало да бораве у подземном свету била је позната као гала; њихова примарна сврха је изгледа била да одвуку несрећне смртнике назад у Кур. Они се често помињу у магијским текстовима, а неки их описују као седам по броју. Неколико сачуваних песама описује галу која вуче бога Думузида у подземни свет. Међутим, као и други демони, гала је такође могла да буде добронамерна и, у химни краља Гудеа од Лагаша (око 2144 – 2124. п. н. е.), мањи бог по имену Иг-алима је описан као „велика гала Гирсу“.
Ламашту је била демонска богиња са „главом лава, зубима магарца, голим грудима, длакавим телом, рукама умрљаним (крвљу?), дугим прстима и ноктима, и стопалима Анзуа“. Веровало се да се храни крвљу људских беба и нашироко је окривљавана као узрок побачаја и изненадне смрти одојчади. Иако је Ламашту традиционално идентификована као демонкиња, чињеница да је могла сама да изазове зло без дозволе других божанстава снажно указује на то да се на њу гледало као на богињу саму по себи. Месопотамски народи су се од ње штитили помоћу амајлија и талисмана. Веровало се да се креће у свом чамцу по реци подземног света и била је повезана са магарцима. Веровало се да је Анова ћерка.
Пазузу је демонски бог који је био добро познат Вавилонцима и Асирцима током првог миленијума пре нове ере. Он је приказан са „прилично псећим лицем са ненормално избуљеним очима, љускавим телом, пенисом змијске главе, канџама птице и обично крилима“. Веровало се да је син бога Ханбија. Обично су га сматрали злим, али је понекад могао бити и добротворан ентитет који је штитио од ветрова који носе кугу и сматрало се да може да натера Ламашту назад у подземни свет. Амулети са његовим ликом били су постављени у становима да би заштитили бебе од Ламашту, а труднице су често носиле амајлије са његовом главом као заштиту од ње.
Шулпаеово име значи „младалачки сјај”, али он није био замишљен као младалачки бог. Према једној традицији, он је био супруг Нинхурсаг, што је традиција која је у супротности са уобичајеним приказивањем Енкија као Нинхурсаговог супруга. У једној сумерској песми, приносе Шул-па-е у подземном свету, а у каснијој митологији он је био један од демона подземног света.
Према Јеврејској енциклопедији, првобитно објављеној у 12 томова од 1901. до 1906. године, „У халдејској митологији седам злих божанстава је било познато као шеду, демони олује, представљени у облику налик волу.“ Они су били представљени као крилати бикови, изведени од колосалних бикова који су кориштени као заштитни џинови краљевских палата.

## Демони у хришћанству
Хришћанство проповеда да демони постоје и да имају одређену моћ, али да само од воље човека зависи да ли ће га демон надвладати или не. Верујући, човек има већу власт од демона, јер као заштитника има Бога, Његове светитеље и анђеле. Онај човек који напусти Бога и одбацио заштиту анђела чувара, увек добије једног или више демона пратиоца.
Свети Игњатије Брјанчанинов о њима говори: "... очајничка злоба чини карактер палих анђела; њихова лица су слична наказним лицима злочинаца међу људима". Демони су унаказили себе уништавањем добра у себи, рађањем и развојем зла у себи. То се одразило и на њиховом спољашњем изгледу. Из тог разлога Свето писмо их назива зверима, а главног од њих змијом (Отк. 12,9). Не предај зверима душу која се исповеда Теби (Пс. 73,19). "Њихов природни изглед је ужасно страшан и ружан; тако је видео Јов ђавола као наказно чудовиште и приказао га је страшном вербалном сликом" (Јов 39,42).
Свето Писмо говори да демони имају иста чула која има и човек: вид, слух, њух; оно им приписује способност да говоре; палим духовима приписује недостатке пале људске природе, немост и глувоћу. Сам Господ назвао је једног демона глувим и немим. "Душе неми и глуви, Ја ти заповедам" (Мк. 9,25). Приликом другог исцељења човека опседнутог демоном, у Јеванђељу по Луки стоји да је тај демон био нем (Лк. 11,14).
Имају способност да брзо савладавају простор као и анђели. У Јеванђељу по Матеју стоји да је ђаво, кушајући Господа Исуса Христа, узео га у свети град и ставио га на кров храма, а затим Га је узео на врло високу гору (Мт. 4,1-11).
Попут анђела, они такође имају моћ да врше запањујуће промене у видљивој природи. У књизи о Јову стоји да је под дејством ђавола огањ, који се људским погледима учинио како је бачен с неба, спалио Јовова стада оваца заједно с пастирима, као и да је услед манипулација нечистог духа почео ураган који је срушио кућу у којој су била окупљена Јовова деца, те су она погинула (Јов 1,9). У књизи Товитовој написано је о демону Асмодеју који је убио седморицу мужева за које је редом била удавана Сара, кћи Рагуилова (Тов. 3,8).